# Route départementale 154 (Yvelines)
 (août 2022).
Si vous disposez d'ouvrages ou d'articles de référence ou si vous connaissez des sites web de qualité traitant du thème abordé ici, merci de compléter l'article en donnant les références utiles à sa vérifiabilité et en les liant à la section « Notes et références ».
Pour les articles homonymes, voir Route départementale 154.
La route départementale 154 ou D154, est un axe sud-ouest secondaire du sud-ouest du département des Yvelines. Elle relie Orgeval aux Mureaux.

## Itinéraire
Dans le sens sud-ouest, les communes traversées sont :
- Orgeval ;
- Villennes-sur-Seine ;
- Médan ;
- Vernouillet ;
- Verneuil-sur-Seine ;
- Les Mureaux.